# 利曼斯凯
參數所指定的目標頁面不存在，建議更正成存在頁面或直接建立下列一個頁面（建立前請先搜尋是否有合適的存在頁面可以取代）：
- 利曼斯凱 (消歧義)

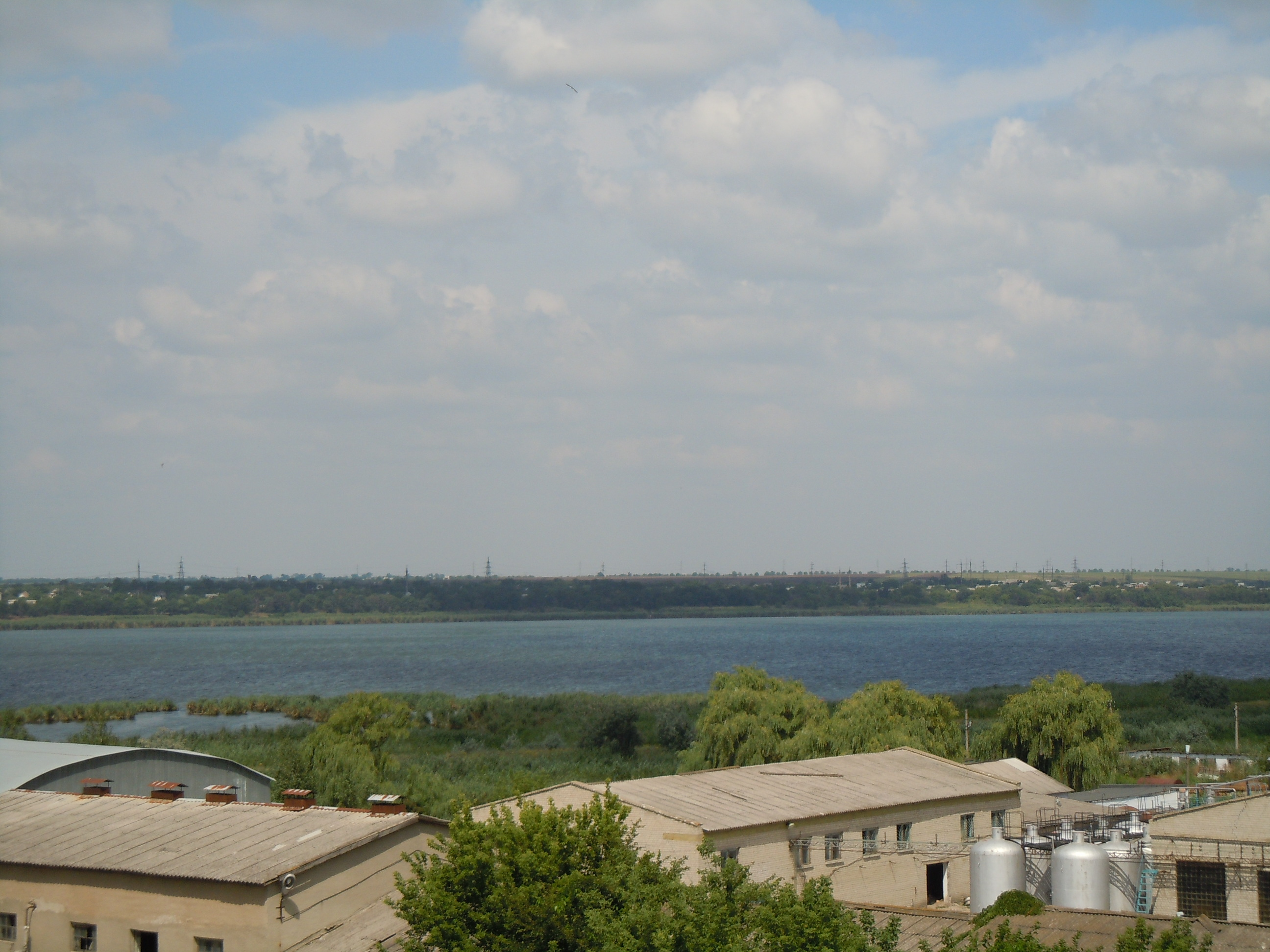

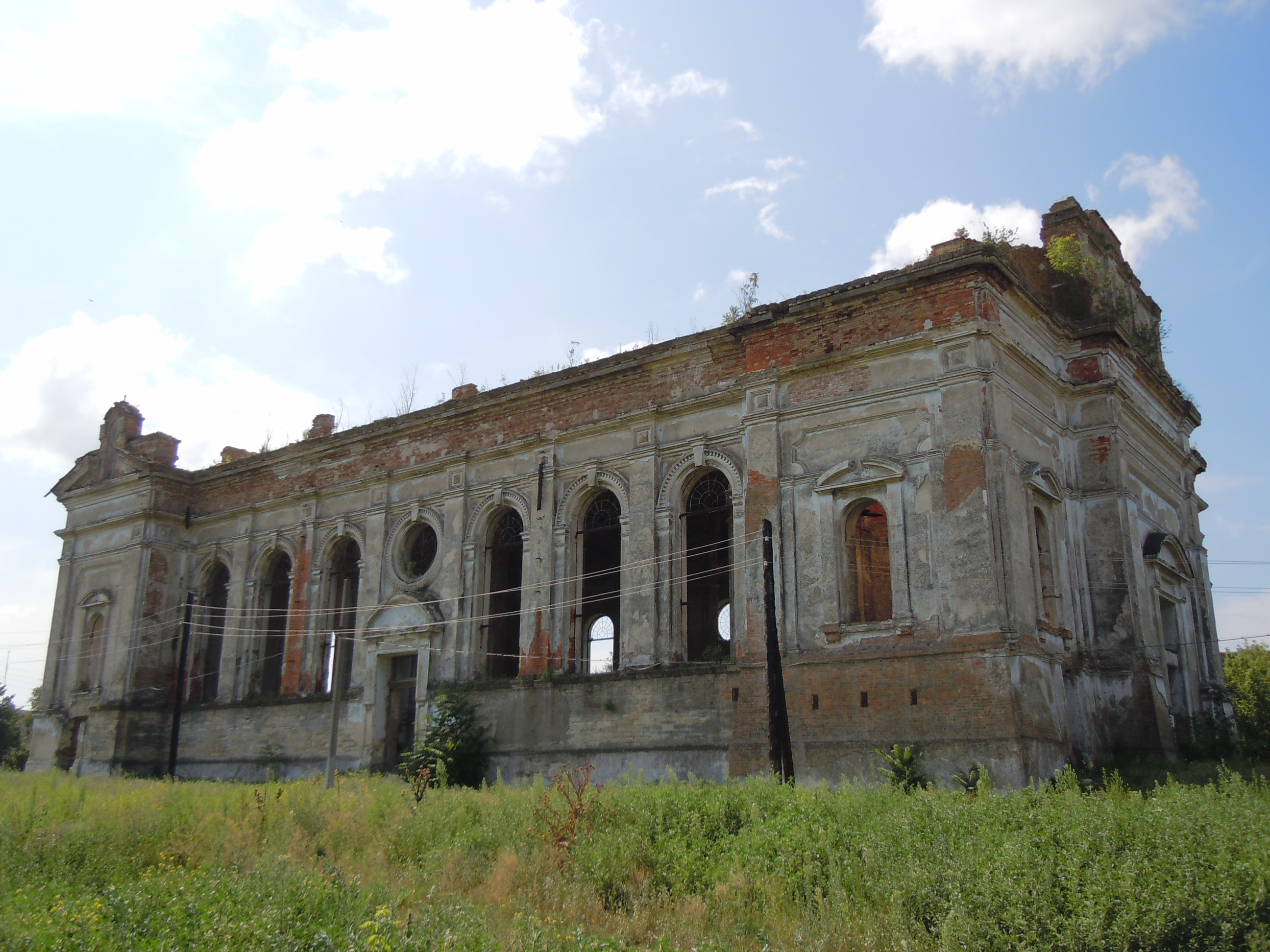

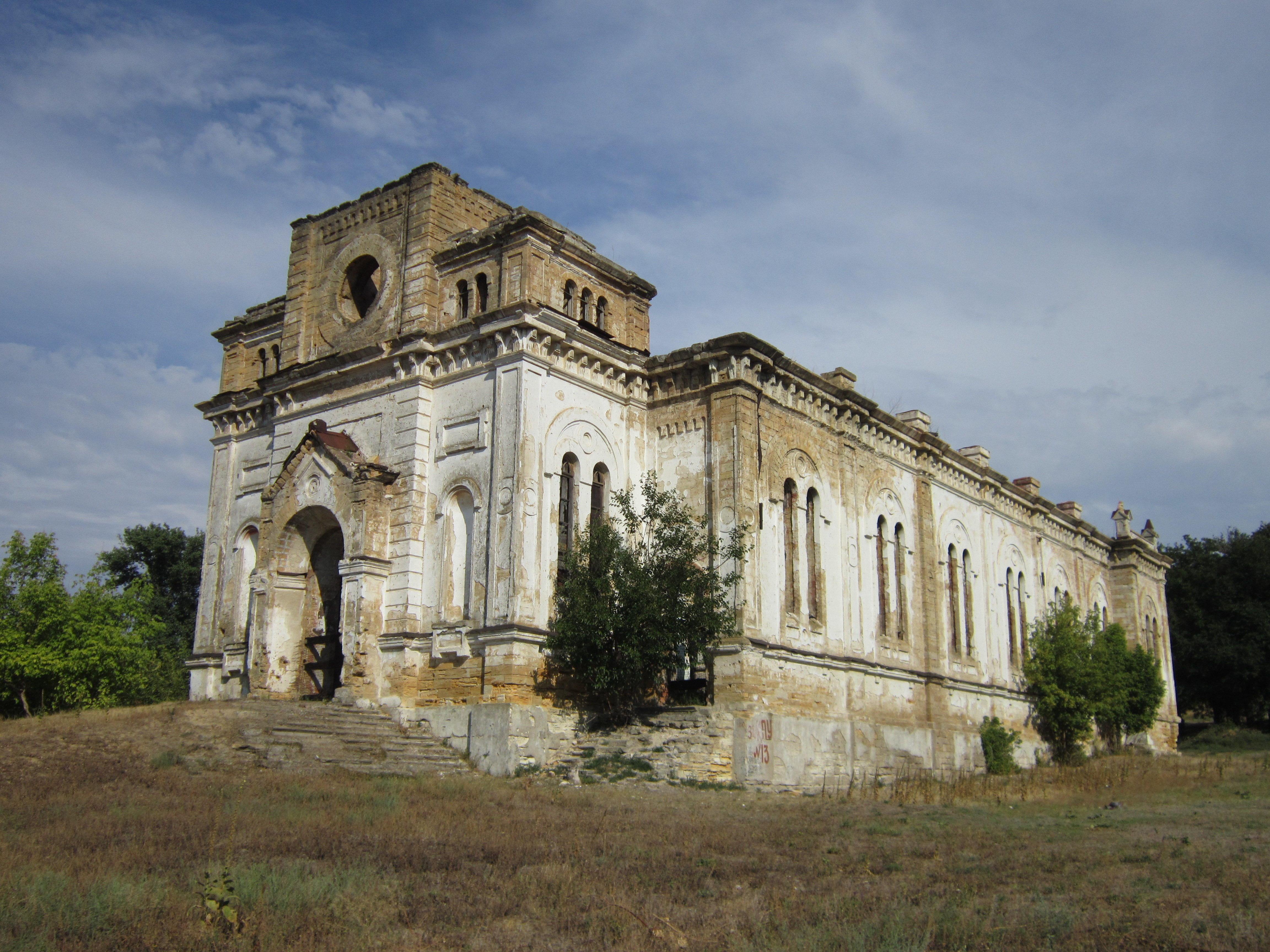

利曼斯凯（羅馬化：Lymanske）是烏克蘭西南部敖德薩州羅茲迪利納區利曼斯凯市镇内的鎮及該市鎮之行政中心。處於區府羅茲迪利納以南28公里，始建於1798年，面積5.05平方公里，2014年人口7,430，人口密度每平方公里1,471.29人。